# Thấu kính

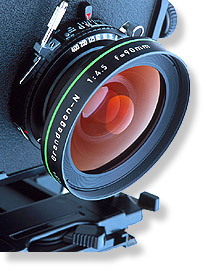
Thấu kính dùng trong máy ảnh

Trong quang học, một thấu kính là một dụng cụ quang học dùng để hội tụ hay phân kỳ chùm ánh sáng, nhờ vào hiện tượng khúc xạ, thường được cấu tạo bởi các mảnh thủy tinh được chế tạo với hình dạng và chiết suất phù hợp. Khái niệm thấu kính cũng được mở rộng cho các bức xạ điện từ khác, ví dụ, thấu kính cho vi sóng được làm bằng chất nến. Trong ngữ cảnh mở rộng, các thấu kính làm việc với ánh sáng và bằng kỹ thuật truyền thống được gọi là thấu kính quang học.

## Lịch sử
Từ thấu kính trong tiếng Anh xuất phát từ tên Latinh là lentil, nghĩa là loài họ Đậu có hoa, vì thấu kính có 2 mặt lồi giống như loại thực vật này.

## Các loại thấu kính
1 - Thấu kính lồi kép đối xứng.
2 - Thấu kính hai mặt lồi không đối xứng
3 - Thấu kính lồi.
4 - Thấu kính khum dương.
5 - Thấu kính hai mặt lõm đối xứng.
6 - Thấu kính hai mặt lõm không đối xứng.
7 - Thấu kính lõm Plano.
8 - Thấu kính khum âm.

### Thấu kính hội tụ
Thấu kính hội tụ (còn gọi là thấu kính rìa mỏng) là thấu kính mà chùm tia sáng song song sau khi đi qua kính sẽ được hội tụ tại 1 tâm nhất định tùy theo hình dạng của thấu kính.

### Thấu kính phân kỳ
Thấu kính phân kỳ (còn gọi là thấu kính rìa dày) là thấu kính mà chùm tia sáng song song sau khi đi qua thấu kính sẽ bị phân tán ra.
Thông thường, trong điều kiện chiết suất của vật liệu làm thấu kính lớn hơn chiết suất của môi trường chung quanh thì thấu kính phân kỳ có hình dạng lõm.
Trường hợp khác, khi chiết suất của thấu kính nhỏ hơn chiết suất môi trường thì các thấu kính lồi sẽ là thấu kính phân kỳ. Ví dụ: các bọt khí trong môi trường nước, trong lòng các chất trong như thủy tinh...

### Thấu kính mỏng
Là thấu kính có khoảng cách giữa hai đỉnh của 2 chỏm cầu (d) rất nhỏ so với bán kính R1 và R2 của 2 chỏm cầu. Thấu kính mỏng có thể là thấu kính hội tụ, nhưng cũng có thể là thấu kính phân kỳ. Với thấu kính mỏng, một số tính toán quang hình có thể được làm xấp xỉ về dạng đơn giản.

### Thấu kính hấp dẫn
Thấu kính hấp dẫn là các thấu kính tự nhiên, thường có kích thước lớn, ví dụ như các lỗ đen thiên hà, sao neutron...

## Cách vẽ ảnh qua thấu kính

### Sử dụng 3 tia đặc biệt
1. Tia tới đi qua quang tâm O cho tia ló tiếp tục truyền thẳng.
2. Tia tới song song với trục chính cho tia ló đi qua tiêu điểm F' của thấu kính.
3. Tia tới đi qua tiêu điểm F cho tia ló song song với trục chính của thấu kính.

### Sử dụng 2 tia bất kì
1. Tia tới song song với trục chính cho tia ló qua tiêu điểm ảnh chính.
2. Tia tới qua quang tâm cho tia ló truyền thẳng.
3. Tia tới qua tiêu điểm vật chính cho tia ló song song với trục chính.
4. Tia tới song song với trục phụ cho tia ló qua tiêu điểm ảnh phụ.

## Các khái niệm trong quang học thấu kính

Quang sai-Các tia sáng sau khi đi qua thấu kính không hội tụ về một điểm
Cầu sai là hậu quả của các tia sáng song song với trục quang học của kính vật, nhưng đi qua các phần khác nhau của kính vật gây nên hiện tượng xói mòn ảnh một cách cân xứng.
Sắc sai-Ánh sáng sau khi đi qua thấu kính, bị tán sắc và hội tụ theo dải màu
Người ta sửa hiện tượng sắc sai bằng cách đặt thêm một thấu kính phân kỳ phía sau

## Hệ thấu kính
Hệ thấu kính là một quang cụ kết hợp từ 2 thấu kính đồng loại trở lên nhằm mục đích tạo ra công cụ mới có tính năng tạo ảnh tốt hơn. Ví dụ như kính hiển vi, kính thiên văn.

## Ứng dụng
Thấu kính hội tụ:
- Dùng làm vật kính và thị kính ở kính hiển vi và kính thiên văn.
- Dùng làm vật kính ở máy ảnh.
- Dùng làm kính lúp.
- Dùng làm kính chữa tật viễn thị, lão thị.
Thấu kính phân kì:
- Dùng làm kính chữa tật cận thị.
- Sử dụng ở lỗ nhìn trên cánh cửa ra vào nhà.